# Het woud heeft oren, het veld heeft ogen
Het woud heeft oren, het veld heeft ogen is een dubbelzijdige tekening van de Zuid-Nederlandse schilder Jheronimus Bosch in het Kupferstichkabinett in Berlijn.

## Voorstelling
Centraal op de tekening staat een kale, oude boom met daarop een uil. Op de takken van deze boom zitten een aantal vogels, waarvan er één naar de uil krijst. Ook staat er tegen de boom een specht. Onderaan de boom ligt een vos met daarnaast een haan. Uit het bos erachter groeien twee oren en op de voorgrond liggen zeven ogen.

### Spreekwoord
De voorstelling is een letterlijke uitbeelding van het gezegde Horen, zien en zwijgen en is – meer algemeen – een oproep tot terughoudendheid. Van dit spreekwoord bestonden in Bosch’ tijd verschillende versies. Zo bevindt zich eveneens in het Kupferstichkabinett in Berlijn een prent uit 1546 met het opschrift:

Dat Velt heft ogen/ dat Wolt heft oren/
Ick wil sien/ swijghen ende hooren

(Het veld heeft ogen. Het woud heeft oren. Ik wil zien, zwijgen en horen)

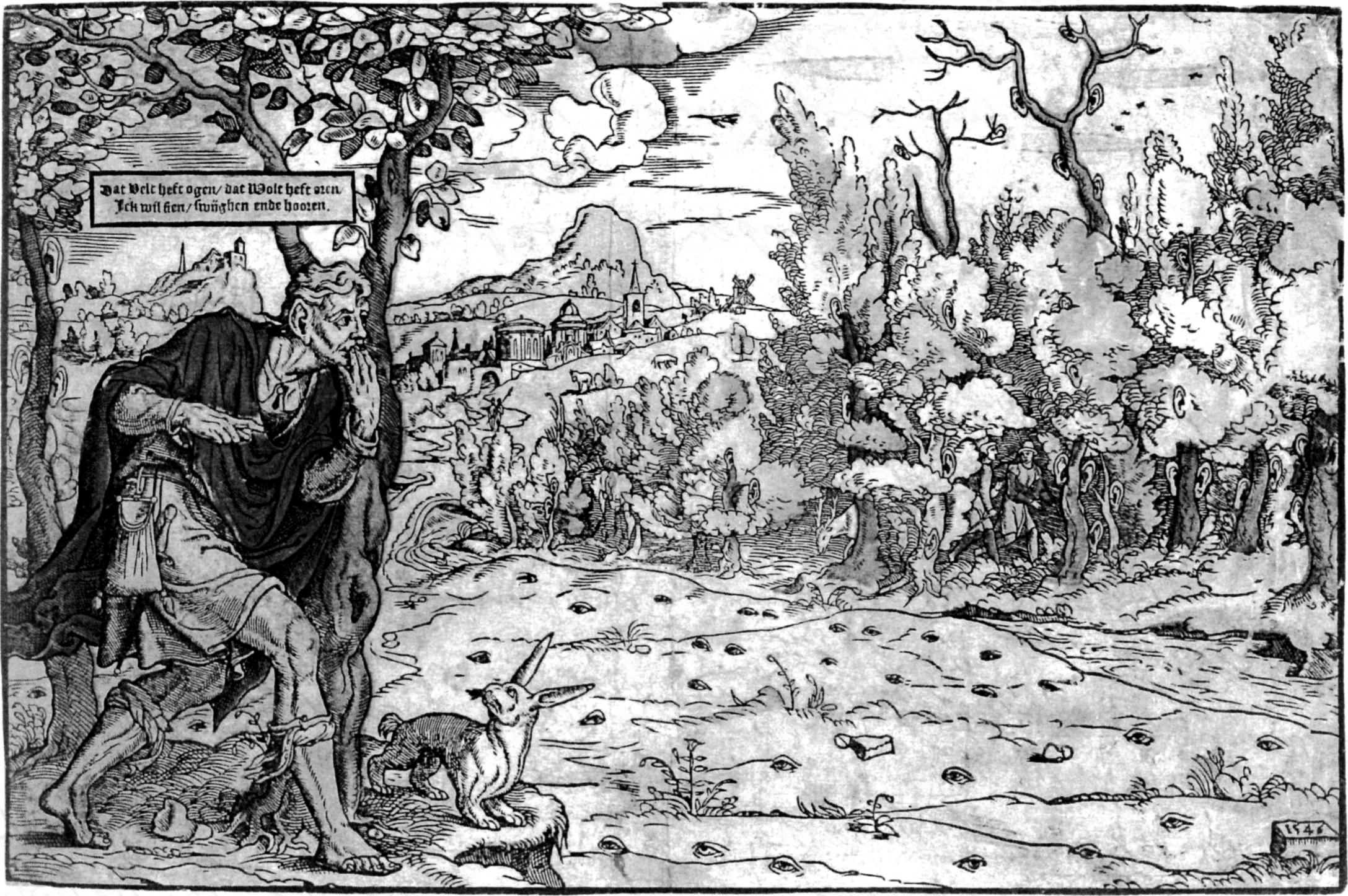
Anoniem (Nederlanden). Het veld heeft ogen. Het woud heeft oren. Ik wil zien, zwijgen en horen. Berlijn, Kupferstichkabinett.

De mens moet op zijn hoede zijn voor zijn omgeving en kan beter niet zijn mond voorbij praten. Deze prent sluit zeer nauw aan bij Bosch’ tekening. Ook hier is het veld bezaaid met ogen, terwijl er oren groeien aan de bomen in het bos. Strikt genomen sluit de tekening van Bosch echter beter aan bij de Middellatijnse versie:

Aures silva, oculos campi dicuntur habere
Ergo loqui caute decet aut omnino tacere

(Men zegt dat het woud oren heeft, het veld ogen. Daarom moet men voorzichtig spreken of geheel zwijgen)

In tegenstelling tot de anonieme, 16e-eeuwse prentkunstenaar beeldt Bosch alleen het eerste deel van het preekwoord uit: het woud heeft oren en het veld heeft ogen. Hij geeft geen uiting aan het advies dat in het spreekwoord besloten ligt. Toch vermaant Bosch de toeschouwer tot goed gedrag. Hij doet dit in omgekeerde zin: door slecht gedrag te laken.

### De vos en de haan

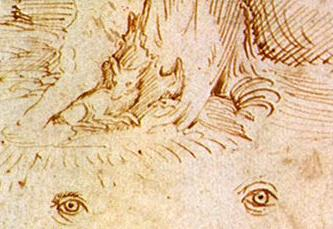
Detail: De vos en de haan.

In de Middeleeuwen werd de vos zowel in religieus-geïnspireerde teksten als in profane teksten, zoals het rijmdicht Van den vos Reynaerde, opgevoerd als zinnebeeld van misleiding en bedrog. De haan daarentegen is in dit soort teksten juist het zinnebeeld van dwaasheid en hoogmoed, of juister: dwaasheid door hoogmoed. De vos en de haan vormen een opzichzelfstaand tafereeltje binnen de tekening. Ze zijn hier echter niet ontleend aan fabels, maar aan het Boek der Wijsheid van de Oude Wijsgeren van Johannes van Capua. In dit in 1483 in Ulm uitgegeven boek belooft de vos, die zich aan de voet van een boom bevindt, vrede te sluiten met de haan door hem een kus te geven. Wanneer de haan zich naar de vos wendt om deze vredeskus te ontvangen, bijt de vos zijn hoofd af. Volgens kunsthistoricus Jakob Rosenberg zijn de vos en de haan een metafoor voor de door het kwaad verblinde mens, die zijn ongeluk tegemoet loopt.

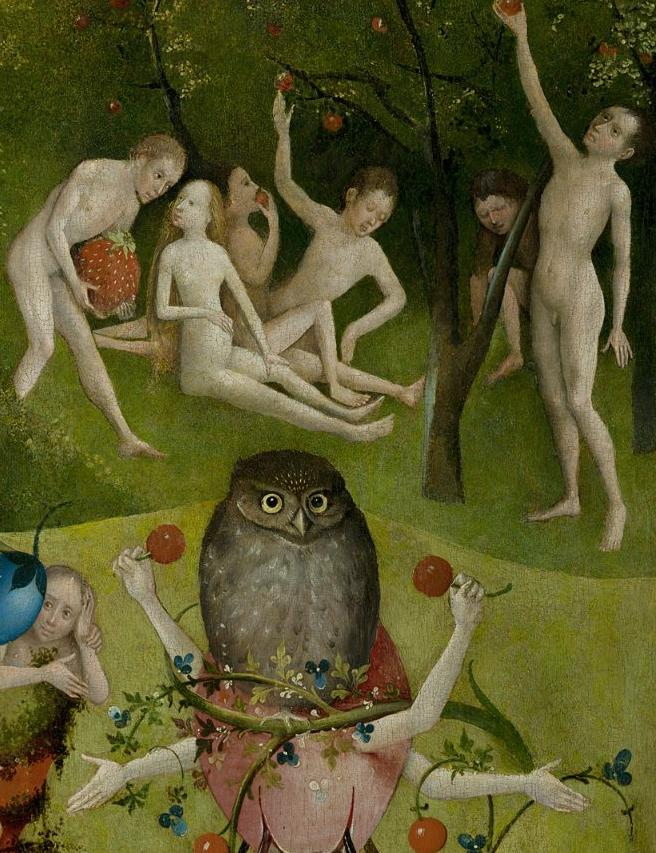
Jheronimus Bosch. De Tuin der Lusten, detail middenpaneel.

### De uil
De kunsthistoricus Fedja Anzelewsky suggereert dat de uil in deze tekening een personificatie is van het zwijgen. Volgens Bosch-auteur Paul Vandenbroeck, echter, staat de uil eerder symbool voor de ‘bedrieglijke verleiding’. Vandenbroeck wijst erop dat de uil in combinatie met de vos vaker voorkomt in de laat-middeleeuwse beeldtraditie en dat deze altijd verwijst naar de quasi-onschuldige bedrieger en de onoplettende dwaas. Bovendien was de uil, omdat hij vooral 's nachts zijn onschuldige prooi vangt, in Bosch’ tijd het symbool bij uitstek van het kwaad. De uil komt op meer werken van Bosch voor, bijvoorbeeld het Hooiwagen-drieluik en de Tuin der lusten en met gaat er tegenwoordig van uit dat de uil ook hier symbool staat voor de ‘bedrieglijke verleiding’, het kwaad dus.
De uil en de vogels en de vos en de haan vormen, volgens Vandenbroeck, tegenovergestelde paren. Zoals de vos de haan in de val laat lopen, zo houdt de uil de vogels nauwlettend in de gaten om vanuit het niets (de nacht) zijn slag te slaan. Het geniepige karakter, dat aan de uil wordt toegedicht, komt ook voor in de Belacchende Werelt, van de zeventiende-eeuwse schilder-dichter Adriaen van de Venne. Hierin worden uilen omschreven als ‘gedeckte Linkers’ (letterlijk slinks verborgenen).

Wlen schouwe klare dagen
Om te loeren inde Nacht
As de slaap ontneemt de kracht
Van de Veugels inde Nesten
Goedt is voor het Quaadt ten besten
Stil, of kloeck, dat wort verrast
Asmen op gien Vyandt past
Wilje weten van de Uylen
Waer gedeckte Linckers schuylen?
Dat is hier nou al gemien
Daarse deur een Venster sien

(Uilen schuwen het daglicht, om 's nachts te loeren, wanneer de slaap de kracht ontneemt van andere vogels die slapen in hun nesten. Goed is voor het kwaad ten beste: stil of dapper, men wordt verrast als men niet op zijn vijand let. Wil je weten over uilen, of waar verdekte en achterbakse figuren zich schuil houden? Dat is hier nu algemeen bedoeld, omdat ze door een venster kijken)

Bovenaan de tekening staat de volgende, waarschijnlijk door Bosch eigenhandig geschreven, tekst:

Miserimi quippe est ingenii semper uti inventis et numquam inveniendis

(Het is toch eigen aan een allerellendigste geest steeds maar gebruik te maken van clichés en nooit van eigen vondsten)

Dit citaat is afkomstig uit het boek De disciplina scholarium (Over de opvoeding van de leerlingen), en was bijzonder geliefd bij humanisten uit Bosch’ tijd, waaronder de schilder Albrecht Dürer. Waarschijnlijk is er een verband tussen te voorstelling en deze spreuk. Het ‘Hoor-ogen-bos’ is misschien een woordspeling op Bosch’ woonplaats, 's-Hertogenbosch. Kennelijk waren dit soort rebus-achtige voorstellingen niet zo origineel meer toen Bosch deze tekening maakte.

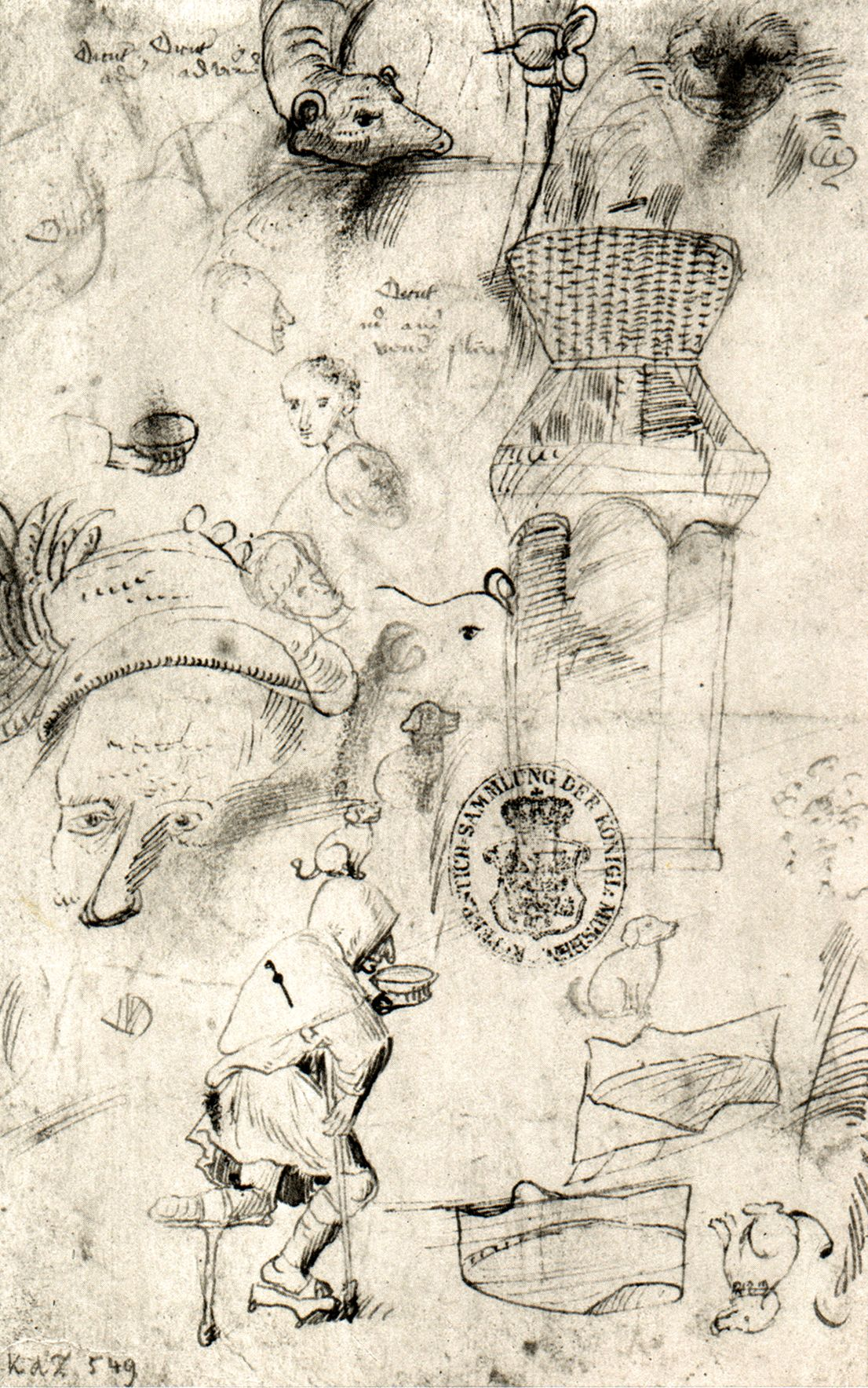
Achterzijde: Diverse schetsen en een bedelaar.

Bosch-auteur Otto Benesch denkt dat de tekening niet los van het opschrift gezien kan worden en ziet in de voorstelling een allegorie op het kunstenaarschap van Bosch. Deze interpretatie leunt echter op een verkeerde transcriptie van het opschrift, namelijk: ‘Miserrimi quippe est ingenii semper uti in bestiis et numquam iucundis’ (Het is zeker allerellendigst steeds gebruik te maken van een geest tussen de beesten en nooit plezierig, vrij vertaald: Wee hem die een levendige fantasie heeft, hij voelt zich steeds onveilig). Volgens Benesch verwijst het bos naar Bosch en de uil naar ingenium (fantasievolle geest), die door gevaren (vogels) wordt bedreigd. De ogen en oren zouden de door de gevaren verscherpte zintuigen van de kunstenaar zijn. Volgens Dirk Bax is het opschrift niet van Bosch.

## Achterzijde
Aan de achterzijde zijn verschillende schetsen te zien, waaronder een schets van een kreupele bedelaar. Details hiervan (het hondje, de nap en de kop met de grote neus) keren elders op het blad terug. Verder zijn er vage schetsen van een gebouw, de kop van een man met een hoed en een monster te zien. Volgens kunsthistoricus Friedländer zijn een aantal van deze schetsen later toegevoegd in een zwakkere hand. Volgens Charles de Tolnay is alleen de bedelaar door Bosch getekend en zouden alle overige figuren van een leerling van Bosch stammen.